# Karl von Frisch
Karl Ritter von Frisch (Vienna, 20 novembre 1886 – Monaco di Baviera, 12 giugno 1982) è stato un biologo austriaco, insignito del Premio Nobel in Fisiologia e Medicina nel 1973, insieme a Nikolaas Tinbergen e Konrad Lorenz.

## Studi
Ha studiato alla facoltà di Scienze Biologiche laureandosi in Biologia e specializzandosi in Zoologia con Richard von Hertwig al quale è succeduto alla cattedra di Zoologia generale, sistematica e sperimentale, all'Università di Monaco, in Germania.
Insieme a Konrad Lorenz e Nikolaas Tinbergen, ha contribuito, seguendo la strada tracciata dal grande biologo Oskar Heinroth (direttore dello zoo di Berlino), uno dei massimi esperti di "anatidae", concretamente alla nascita dell'Etologia, una delle tante branche in cui si dividono le Scienze Biologiche.
Il principale oggetto dei suoi studi sono stati i sensi delle api, identificando i loro meccanismi di comunicazione e dimostrando la loro sensibilità ai raggi ultravioletti ed alla luce polarizzata.
La parte centrale del suo lavoro riguarda lo studio delle percezioni sensoriali delle api ed è stato uno dei primi a decifrare il significato della danza dell'addome. La teoria è stata criticata dagli altri scienziati ed accolta con scetticismo all'epoca.
Solo recentemente è stata definitivamente dimostrata la correttezza teorica della sua analisi (vedi la bibliografia della rivista Nature).

## Riconoscimenti
- Nel 1962 ha ricevuto il Premio Balzan per la Biologia.
- Nel 1973 è stato insignito del Premio Nobel per la medicina e la fisiologia per i risultati ottenuti nella fisiologia comportamentale comparata ed il lavoro pionieristico sulla comunicazione degli insetti.